# Paulinho
José Paulo Bezerra Maciel Júnior (* 25. července 1988 São Paulo, Brazílie), známý jako Paulinho, je bývalý brazilský fotbalový záložník. Jeho styl hry býval přirovnáván ke hře belgického reprezentanta Moussy Dembélého.

## Klubová kariéra
Na začátku své kariéry hrál v několika brazilských klubech a také v Evropě za litevský FC Vilnus a polský ŁKS Łódź.
Nejlepší výsledky dosáhl v brazilském týmu SC Corinthians Paulista, se kterým vyhrál brazilský mistrovský titul, Pohár osvoboditelů a Mistrovství světa ve fotbale klubů. V červenci 2013 přestoupil z Corinthians do anglického Tottenhamu za částku 20 miliónů eur. V červnu 2015 přestoupil do čínského klubu Kuang-čou Evergrande FC. Zde strávil dvě sezóny.

V srpnu 2017 se zrodil jeho přestup do španělského klubu FC Barcelona. Po pouhé sezóně přestoupil zpět do svého bývalého čínského týmu.

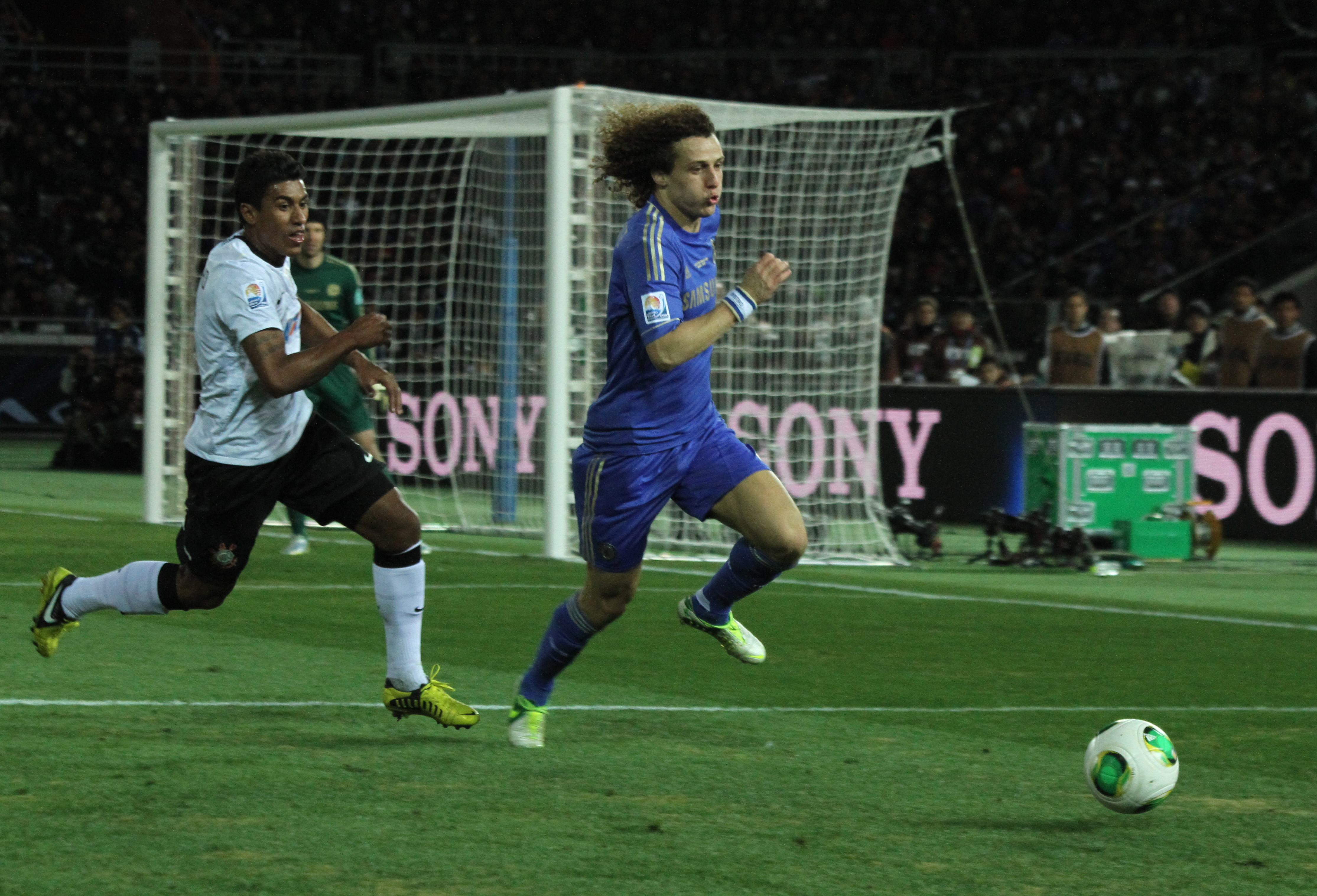
Paulinho ve finále MS klubů v souboji se spoluhráčem z národního týmu Davidem Luizem

## Reprezentační kariéra
Zúčastnil se Konfederačního poháru FIFA 2013 v Brazílii, kde brazilský tým získal zlaté medaile po vítězství 3:0 ve finále nad Španělskem. Na turnaji vsítil 2 góly a za svůj výkon získal bronzovou kopačku pro třetího nejlepšího hráče turnaje.
Trenér Luiz Felipe Scolari jej nominoval na domácí Mistrovství světa 2014 v Brazílii. V semifinále proti Německu byl u historického brazilského debaklu 1:7, v prvním poločase Brazilci dovolili Němcům do 29. minuty pětkrát skórovat, Paulinho nastoupil do druhé půle. Brazilci obsadili konečné čtvrté místo a zůstali bez medaile.

### Reprezentační góly
Reprezentační góly Paulinha za A-mužstvo Brazílie
| Gól  | Datum        | Stadion                                            | Soupeř    | Skóre | Výsledek | Soutěž                            |
| ---- | ------------ | -------------------------------------------------- | --------- | ----- | -------- | --------------------------------- |
| 01.0 | 20. 9. 2012  | Estádio Serra Dourada Goiânia, Brazílie            | Argentina | 01:1  | 2:1      | Superclásico de las Américas 2012 |
| 02.0 | 16. 10. 2012 | Stadion Miejski Wrocław, Polsko                    | Japonsko  | 01:0  | 4:0      | přátelské utkání                  |
| 03.0 | 2. 6. 2013   | Estádio do Maracanã Rio de Janeiro, Brazílie       | Anglie    | 02:2  | 2:2      | přátelské utkání                  |
| 04.0 | 15. 6. 2013  | Estádio Nacional Mané Garrincha Brasília, Brazílie | Japonsko  | 02:0  | 3:0      | Konfederační pohár FIFA 2013      |
| 05.0 | 26. 6. 2013  | Mineirão Belo Horizonte, Brazílie                  | Uruguay   | 02:1  | 2:1      | Konfederační pohár FIFA 2013      |